# Paviljoen De Rotonde
Paviljoen De Rotonde stond tussen 1835 en 1911 aan de Blaricummerweg tussen Blaricum en Huizen.

## Uitzichttoren
De Oude Huizerweg en Oude Blaricummerweg vormden samen de oude verbindingsweg tussen Blaricum en Huizen die destijds om de Huizerhoogt liep. In 1834 werd een nieuwe Huizerweg aangelegd. De bestrating was op initiatief van de particulieren Huydecoper van Maarsseveen en Laan. Om de kosten te dekken en werd op de grens tussen Huizen en Blaricum aan de Huizerstraatweg tol geheven. In deze tijd verrezen in het Gooi op meerdere plekken in koepeltjes en torens die een mooi uitzicht boden op de omliggende natuur. In 1835 kwam op de Warandebergen een rond torenachtig paviljoen waarin een uitspanning werd gevestigd.  Dit ronde paviljoen stond aan de tegenwoordige Rotondeweg in Blaricum. 
Bouwer van het theehuis en jachtverblijf was de Utrechtse timmerman en molenmaker Johannes Verloop. Verloop had naam gemaakt met het rechtzetten van de scheve toren van Loenen aan de Vecht. Ook paste hij als een van de eerste bouwers in Nederland ijzerbouw toe.
De ijzeren koepel had vijf vijf omgangen en was geel geschilderd. De derde omgang had een koperen dak. In 1873 werd dit dak verkocht waarna een plat gebouw ontstond met in het midden een koepelvormige verhoging met daarop een grote windwijzer. Beneden waren een paar kleine kamers. Midden door het gebouw liep een wenteltrap. Op de eerste verdieping was de restauratiezaal met deuren naar een open galerij rondom de zaal en naar het balkon boven de ingang. Het uitkijkterras bood uitzicht op de Zuiderzee.

## Vorstelijke uitzicht
Vanwege het dure onderhoud werd besloten om de koepel van de hand te doen. Na lange tijd ongebruikt te zijn geweest werd de koepel het de bijnaam 'De Peperbus' verkocht aan koning Willem II als buitenverblijf voor zijn vrouw Anna Paulowna. Deze kunstzinnige dochter van de Russische keizer gebruikte de uitzichttoren als atelier. De eerste vrouw van Koning Willem III, koningin Sophie ontving meerdere geleerden en letterkundigen in De Rotonde. Ook koningin Emma maakte dikwijls een rijtoertje vanuit Paleis Soestdijk naar dit zomerverblijf om van de vergezichten te genieten.

## Theehuis
De Rotonde werd bewoond door een huisbewaarder. Bij afwezigheid van de vorstelijke personen gaf hij rondleidingen aan dagjesmensen en wandelaars. Ook was hij uitbater van het theehuis dat zich in het gebouw bevond. De klandizie van het trefpunt liep echter steeds verder terug. Op 19 augustus 1900 ontzegde de kastelein de toegang tot het paviljoen aan twee beschonken Huizers. Toen de kastelein vervolgens bedreigd werd schoot hij een van de Huizers dood. Een woeste groep opgetrommelde vrienden van de Huizers sloeg daarna het restaurant kort en klein. 
Na een vergeefse doorstart werd het paviljoen voorgoed werd gesloten. In 1911 werd het gebouw gesloopt waarna de grond werd bebouwd met villa’s en landhuizen. 

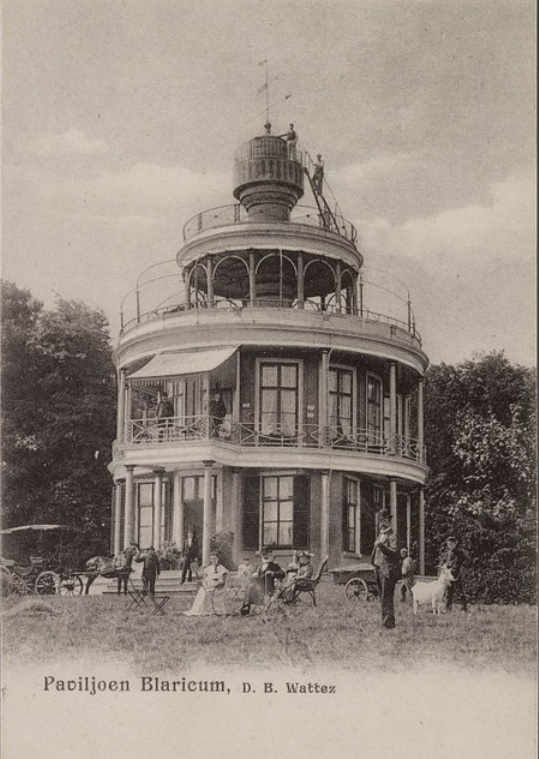
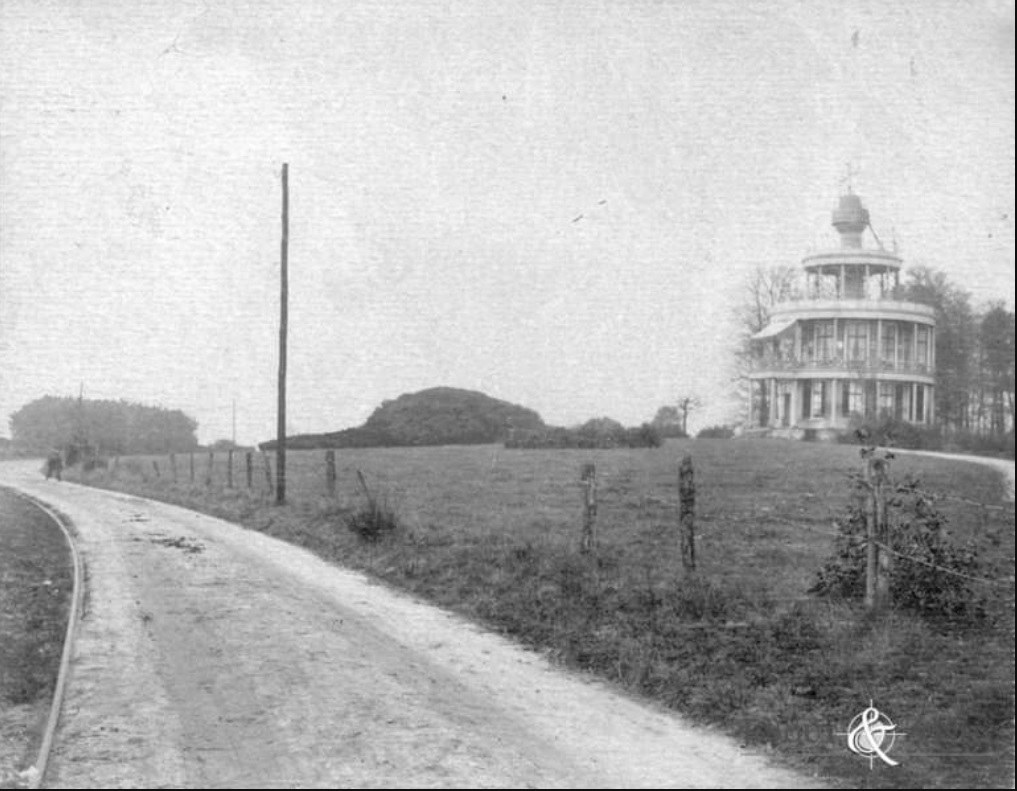
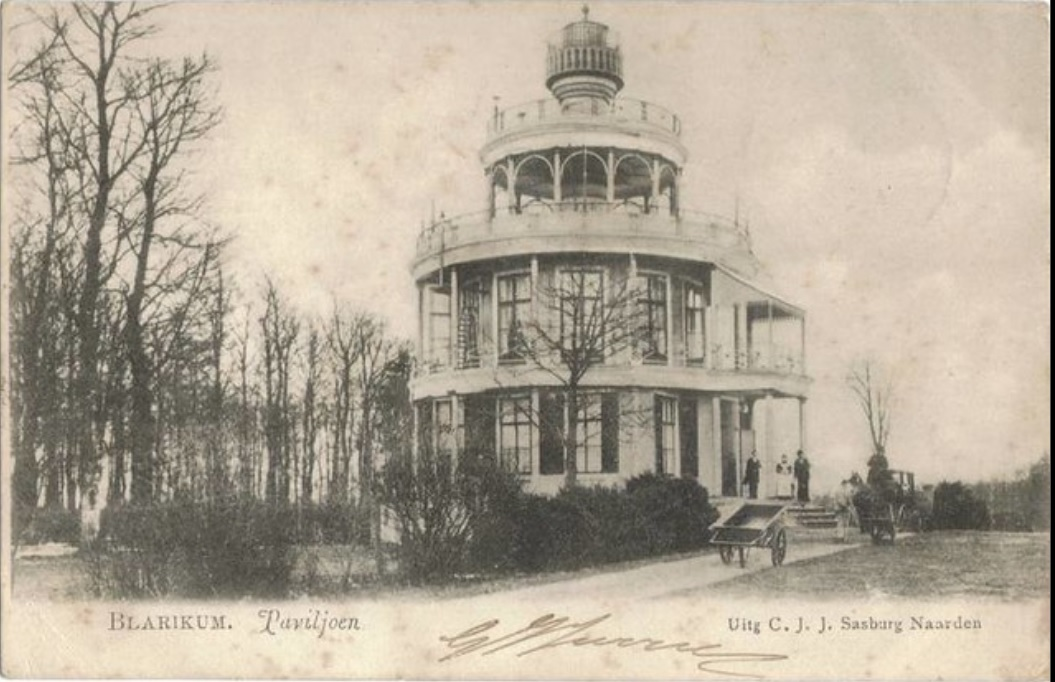